# آسترودون
آسترودون (نام علمی: Astrodon) نام یک سرده از زیرراسته سوسمارپاشکلان است.